# Delissea niihauensis
Delissea niihauensis är en klockväxtart som beskrevs av Harold St.John. Delissea niihauensis ingår i släktet Delissea, och familjen klockväxter. Inga underarter finns listade i Catalogue of Life.